# Montfarville
Montfarville ist eine französische Gemeinde mit 798 Einwohnern (Stand: 1. Januar 2022) im Département Manche in der Region Normandie. Sie gehört zum Arrondissement Cherbourg und zum Kanton Val-de-Saire.

## Geographie
Montfarville liegt in der Landschaft Val de Saire auf der Halbinsel Cotentin an der Küste des Ärmelkanals. Nachbargemeinden sind Gatteville-le-Phare und Barfleur im Norden, Réville und Anneville-en-Saire im Süden sowie Valcanville und Sainte-Geneviève im Westen.

## Bevölkerungsentwicklung
| Jahr      | 1962 | 1968 | 1975 | 1982 | 1990 | 1999 | 2008 | 2018 |
| --------- | ---- | ---- | ---- | ---- | ---- | ---- | ---- | ---- |
| Einwohner | 901  | 914  | 862  | 763  | 866  | 860  | 805  | 805  |

## Sehenswürdigkeiten
- Kirche Notre-Dame, Monument historique seit 1994
- ehemalige Mairie

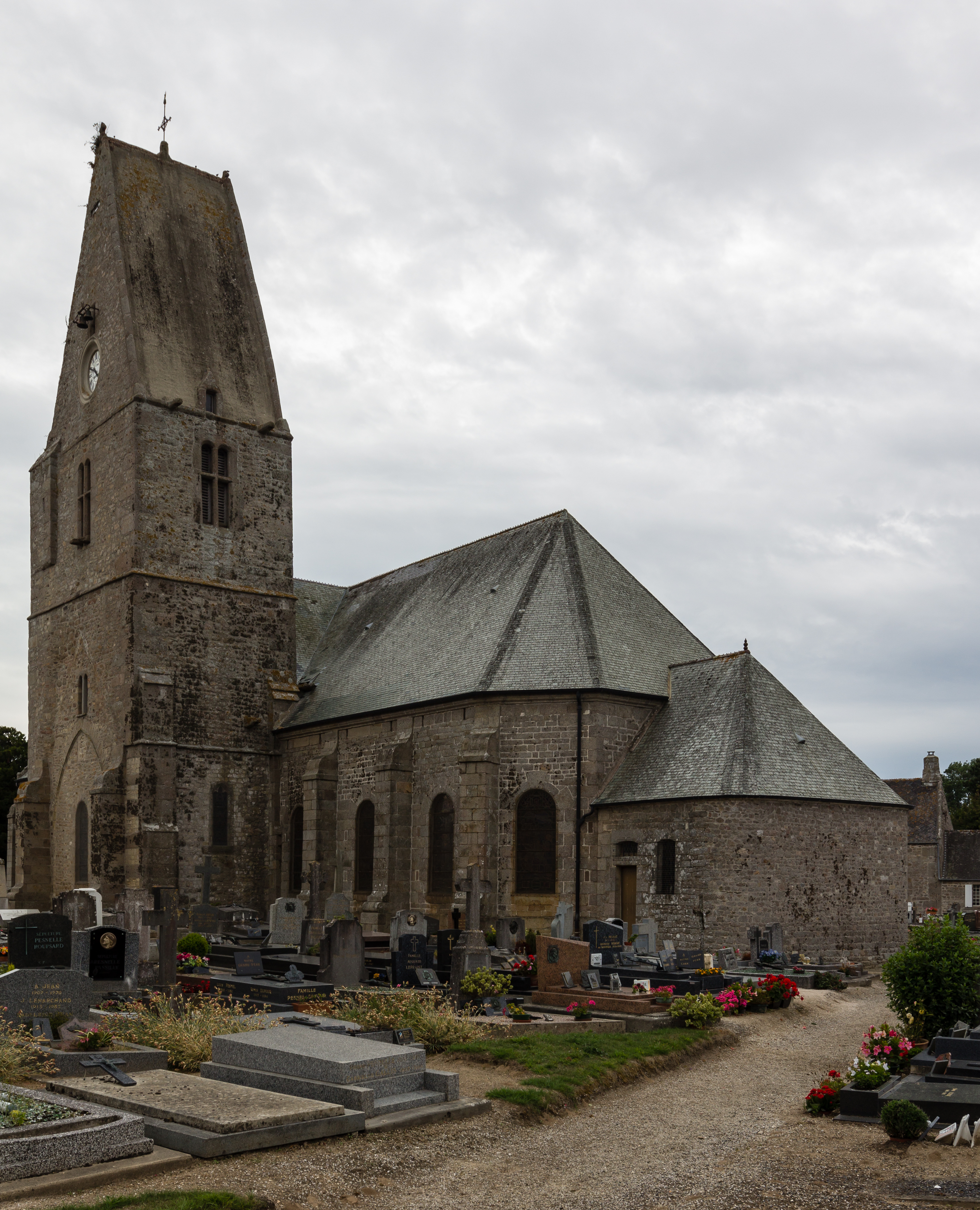
Kirche Notre-Dame
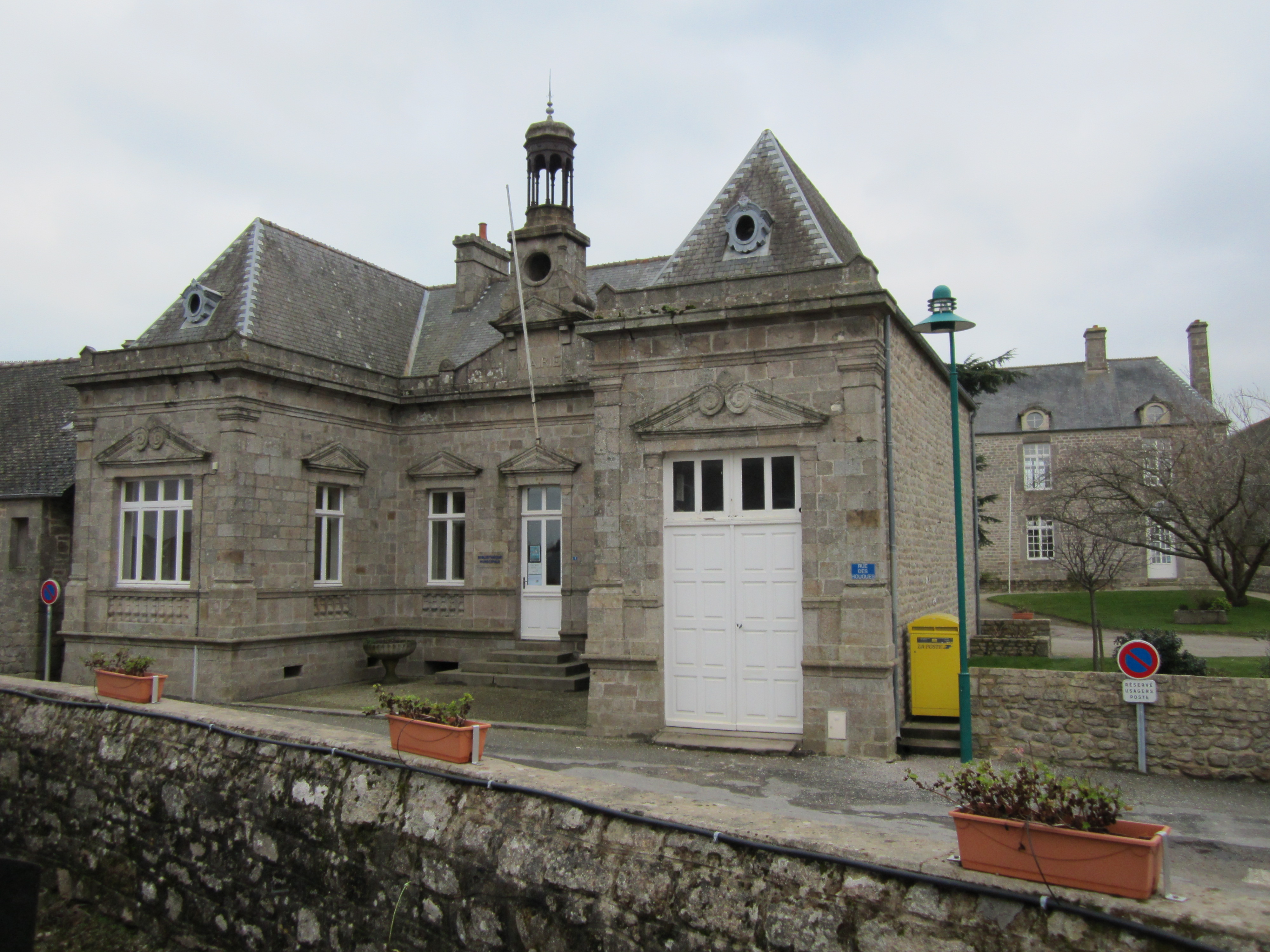
Ehemalige Mairie